# フランツ・エルンスト・ノイマン

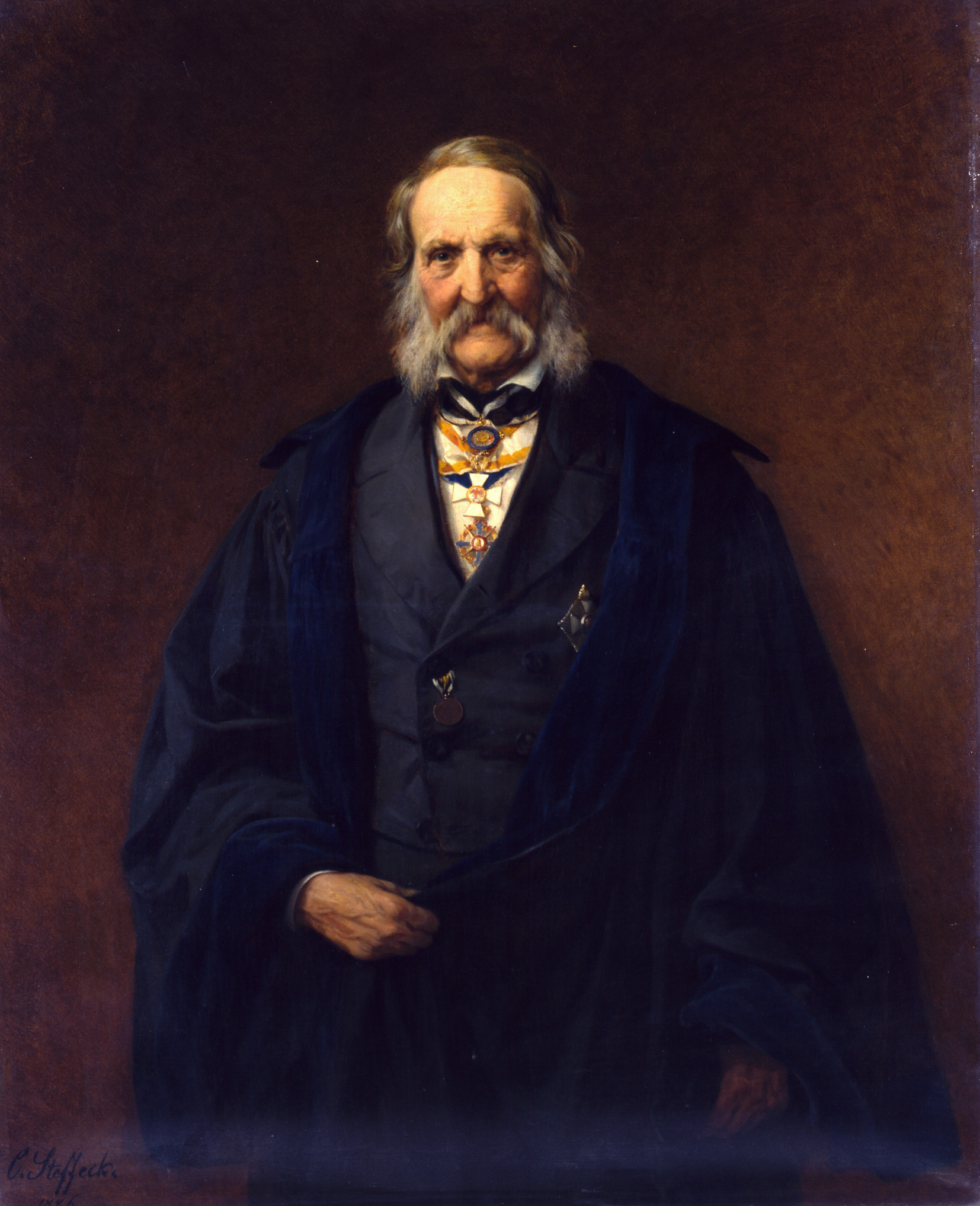
フランツ・エルンスト・ノイマン（1886年）

フランツ・エルンスト・ノイマン（Franz Ernst Neumann, 1798年9月11日 ヨアヒムスタール - 1895年5月23日 ケーニヒスベルク）は、ドイツの鉱物学者、物理学者、数学者である。電磁気学の誘導電流に関するノイマンの法則（ファラディ＝ノイマンの法則）、固体のモル比熱に関するノイマン＝コップの法則などに名前が残っている。

## 生涯・人物
ブランデンブルク辺境伯領のヨアヒムスタールに生れた。ベルリン大学で学んでいたが、ナポレオン戦争に参加し、1815年のリニーの戦いで負傷した。
ベルリン大学に戻り神学を学んだが、すぐに自然科学に転じた。はじめ結晶学を研究し、ケーニヒスベルク大学で教授になった。1831年に固体特に合金の分子熱がその成分元素の原子熱の和で近似できるいうノイマン＝コップの法則を提出した。その後、光学を研究した。電磁気学の分野では1845年と1847年の著作で誘導電流の数学的解析を行い、ノイマンの法則をたてた。1878年には球面調和関数に関する著作を発表した。ノイマンは数理物理学の講座を設立し後進を育成した。

## 親族
息子のカール・ゴットフリート・ノイマン（独: Carl Gottfried Neumann）(1832-1925)も数学者となった。